# Hold It Against Me
A Hold It Against Me Britney Spears amerikai énekesnő első kislemeze a Femme Fatale című albumáról. A kislemez 2011. január 11-én jelent meg. A dal 2011. január 30-án debütált az amerikai rádiókban. A dalszöveget Max Martin, Dr. Luke, Bonnie McKee és Billboard írták, a produceri munkákat Max Martin, Dr. Luke és Billboard látták el. Rögtön első helyen szerepelt a Billboard valamint a Digital Songs listákon.
A kislemez világszerte több országban is az első helyen debütált, A kislemez több mint 2,500,000 példányban kelt el világszerte.
A dalhoz készült videóklipet Jonas Åkerlund rendezte, melynek bemutatója 2011 február 17-én volt az MTV Jersey Shore című műsorban. A videó vegyes fogadtatásban részesült, a kritikusok dicsérték a művészi beállításokat és a látványt, de a klipben használt termékmegjelenítéseket elutasították.
Spears a dalt először 2011 március 25-én adta elő élőben a Rain Nightclubban, Las Vegas-ban. Ezután még két helyen fellépett vele, a Good Morning America és Jimmy Kimmel Live! című műsorokban, valamint ez volt a Femme Fatale turné nyitódala.
A dalt feldolgozta az amerikai énekes, Miguel. A brit énekes Taio Cruz R&B formában dolgozta fel a számot. Selena Gomez 2011-es turnéján énekelte el a dalt. Továbbá a dal a Glee-ben is megjelent, a "Britney 2.0" epizódban Heather Morris énekelte el.

## Számlista
- Digitális letöltés[6]

1. Hold It Against Me – 3:49

- UK Digitélis letöltés / Kislemez[7][8]

1. Hold It Against Me – 3:49
2. Hold It Against Me (Instrumental) – 3:49

- Digital Remixes EP[9]

1. Hold It Against Me (Adrian Lux & Nause Radio) – 3:05
2. Hold It Against Me (JumpSmokers Club) – 6:02
3. Hold It Against Me (Ocelot Club) – 6:14
4. Hold It Against Me (Smoke 'N Mirrors Club) – 7:41
5. Hold It Against Me (Funk Generation Radio) – 3:48
6. Hold It Against Me (Tracy Young Ferosh Anthem Mix) – 8:38
7. Hold It Against Me (Abe Clements Radio) – 4:02

## Slágerlistás helyezések
| Slágerlista (2011)                       | Legmagasabb helyezés |
| ---------------------------------------- | -------------------- |
| Ausztrália (ARIA)                        | 4                    |
| Ausztria (Ö3 Austria Top 40)             | 16                   |
| Belgium (Ultratop 50 Flanders)           | 2                    |
| Belgium (Ultratop 50 Wallonia)           | 1                    |
| Brazil (Billboard Hot 100)               | 35                   |
| Brazil (Billboard Hot Pop Songs)         | 12                   |
| Canada (Canadian Hot 100)                | 1                    |
| Csehország (Rádio Top 100)               | 17                   |
| Dánia (Tracklisten Top 40)               | 1                    |
| Finnország (Singlet Top 20)              | 1                    |
| Franciaország (Single Top 100)           | 31                   |
| Németország (Media Control Charts)       | 23                   |
| Magyarország (Rádiós Top 40)             | 33                   |
| Írország (IRMA)                          | 5                    |
| Izrael (Media Forest)                    | 7                    |
| Italy (FIMI)                             | 2                    |
| Japán (Billboard Japan Hot 100)          | 8                    |
| Luxembourg (Luxembourg Digital Songs)    | 8                    |
| Hollandia (Single Top 100)               | 20                   |
| Új-Zéland (Recorded Music NZ)            | 1                    |
| Norvégia (VG-lista)                      | 2                    |
| Skócia (Scottish Singles Top 40)         | 4                    |
| Szlovákia (Rádio Top 100)                | 3                    |
| South Korea (GAON) (International Chart) | 1                    |
| Spanyolország (PROMUSICAE)               | 6                    |
| Svájc (Schweizer Hitparade)              | 7                    |
| Svédország (Sverigetopplistan)           | 9                    |
| Egyesült Királyság (UK Singles Chart)    | 6                    |
| US Billboard Hot 100                     | 1                    |
| US Adult Top 40 (Billboard)              | 23                   |
| US Hot Dance Club Songs (Billboard)      | 1                    |
| US Mainstream Top 40 (Billboard)         | 3                    |
| US Rhythmic (Billboard)                  | 14                   |

| Slágerlista (2011)                   | Legmagasabb helyezés |
| ------------------------------------ | -------------------- |
| Australian Singles Chart             | 97                   |
| Belgian Singles Chart (Flanders)     | 93                   |
| Belgian Singles Chart (Wallonia)     | 81                   |
| Canadian Hot 100                     | 50                   |
| Japan Hot 100                        | 75                   |
| South Korea Gaon International Chart | 16                   |
| Sweden Singles Chart                 | 96                   |
| UK Singles Chart                     | 136                  |
| US Billboard Hot 100                 | 60                   |
| US Hot Dance Club Songs (Billboard)  | 34                   |
| US Billboard Pop Songs               | 40                   |

## Minősítések
| Ország                  | Minősítés     | Eladás    |
| ----------------------- | ------------- | --------- |
| Ausztrália (ARIA)       | Platina       | 70,000    |
| Mexikó (AMPROFON)       | Arany         | 30,000    |
| Új-Zéland (RMNZ)        | Arany         | 7,500     |
| Dél-Korea               |               | 672,356   |
| Svédország              | 2x-es platina | 80,000    |
| Egyesült Államok (RIAA) |               | 1,615,000 |

## Megjelenések
| Ország/Régió              | Megjelenés dátuma | Formátum           |
| ------------------------- | ----------------- | ------------------ |
| Ausztrália                | 2011. január 11.  | digitális letöltés |
| Kanada                    | 2011. január 11.  | digitális letöltés |
| Dánia                     | 2011. január 11.  | digitális letöltés |
| Finnország                | 2011. január 11.  | digitális letöltés |
| Franciaország             | 2011. január 11.  | digitális letöltés |
| Olaszország               | 2011. január 11.  | digitális letöltés |
| Írország                  | 2011. január 11.  | digitális letöltés |
| Mexikó                    | 2011. január 11.  | digitális letöltés |
| Új-Zéland                 | 2011. január 11.  | digitális letöltés |
| Norvégia                  | 2011. január 11.  | digitális letöltés |
| Hollandia                 | 2011. január 11.  | digitális letöltés |
| Portugália                | 2011. január 11.  | digitális letöltés |
| Spanyolország             | 2011. január 11.  | digitális letöltés |
| Amerikai Egyesült Államok | 2011. január 11.  | digitális letöltés |
| Svédország                | 2011. január 11.  | digitális letöltés |
| Svájc                     | 2011. január 11.  | digitális letöltés |
| Brazília                  | 2011. január 12.  | digitális letöltés |
| Lengyelország             | 2011. január 12.  | digitális letöltés |
| Egyesült Királyság        | 2011. január 17.  | digitális letöltés |
| Amerikai Egyesült Államok | 2011. január 18.  | digitális letöltés |
| Németország               | 2011. február 25. | CD kislemez        |

## Közreműködők
| - Britney Spears – vokál - Dr. Luke – producer, dalszövegíró, hangszerek, programozás - Max Martin – producer, dalszövegíró, hangszerek, programozás - Bonnie McKee – dalszövegíró, háttérvokál - Billboard – társproducer, dalszövegíró, hangszerek, programozás - Myah Marie – háttérvokál | - Emily Wright – hangmérnök - Sam Holland – hangmérnök - Tim Roberts – hangmérnök - Vezna Gottwald – hangmérnök - John Hanes – hangmérnök - Serban Ghenea – hangkeverés |

Forrás: